# Calcaritermes
Calcaritermes es un género de termitas  perteneciente a la familia Kalotermitidae que tiene las siguientes especies:

## Especies
- Calcaritermes brevicollis
- Calcaritermes colei
- Calcaritermes emarginicollis
- Calcaritermes emei
- Calcaritermes fairchildi
- Calcaritermes guatemalae
- Calcaritermes imminens
- Calcaritermes krishnai
- Calcaritermes nearcticus
- Calcaritermes nigriceps
- Calcaritermes nigrifrons
- Calcaritermes parvinotus
- Calcaritermes recessifrons
- Calcaritermes rioensis
- Calcaritermes snyderi
- Calcaritermes temnocephalus